# Steve Daines
Steven Daines, född 20 augusti 1962 i Van Nuys i Los Angeles, är en amerikansk republikansk politiker. Han representerar delstaten Montana i USA:s senat sedan 2015. Han var ledamot av USA:s representanthus 2013–2015. Daines kandiderade för omval år 2020, mot Montanas guvernör Steve Bullock. Han blev omvald och besegrade Bullock.
Daines utexaminerades 1984 från Montana State University och anställdes sedan av Procter & Gamble. Han lämnade företaget 1997 för att arbeta för familjeföretaget Clair Daines Construction i Bozeman. Tre år senare tillträdde han som vice vd för RightNow Technologies.
Daines blev invald i representanthuset vid kongressvalet 2012.